# Betapharm
Die Betapharm Arzneimittel GmbH ist ein pharmazeutisches Unternehmen. Sie vertreibt Generika (patentfreie Arzneimittel) und gehört heute zu den führenden Generikaherstellern in Deutschland.
Das Produktsortiment umfasst etwa 150 Wirkstoffe in rund 900 Handelsformen und deckt alle wesentlichen Indikationen von der einfachen Erkältung bis zur schweren Herz-Kreislauf-Erkrankung ab. Bei den verschreibungspflichtigen Arzneimitteln liegt der Schwerpunkt auf den Bereichen Herz-Kreislauf, Neurologie und Schmerz/Palliativ. Die Behandlung von Schmerzen ist auch bei den rezeptfreien Medikamenten (OTC) von Betapharm im Fokus.

## Geschichte
Gegründet wurde Betapharm 1993 in Augsburg. Im März 2004 wurde betapharm an den britischen Finanzinvestor 3i verkauft. 2004 erfolgte die Übernahme durch den britischen Finanzinvestor 3i. Seit März 2006 gehört das Unternehmen zum Pharmakonzern Dr. Reddy’s Laboratories mit Hauptsitz im indischen Hyderabad und etwa 3,35 Mrd. US-Dollar Umsatz und einer Börsennotierung in New York und Bombay; der Verkaufspreis betrug eine halbe Milliarde Euro. Im Jahr 2007 wurden Teile der Produktion aufgrund von veränderten Marktbedienungen, Preisverfällen und Lieferausfällen nach Indien verlegt.
Im Dezember 2014 wurde bekannt, dass das indische Unternehmen GVK Biosciences, welches für viele Generikahersteller arbeitete, Bioäquivalenzstudien gefälscht hatte. Daraufhin verhängte das Bundesinstitut für Arzneimittel und Medizinprodukte auch für Präparate von Betapharm das Ruhen der Zulassung. Es kamen aber keine Patienten zu Schaden. 2019 musste betapharm das Arzneimittel Ranibeta 300 mit dem Wirkstoff Ranitidin aufgrund von Verunreinigungen mit potentiell krebserregendem N-Nitrosodimethylamin zurückrufen, auch hier betraf das Problem mehrere Unternehmen.

## Initiativen
Seit 1998 engagiert sich das Unternehmen für Initiativen im Sozial- und Gesundheitswesen und zählt damit zu den Pionieren im Bereich Corporate Social Responsibility (CSR). Federführend wurde das Engagement durch Petra Kinzl, die „Frontfrau der CSR-Bewegung in Deutschland“ geprägt und umgesetzt. Für ihr soziales Engagement wurde betapharm mittlerweile mehrfach ausgezeichnet, unter anderem mit dem Bürgerkulturpreis des bayerischen Landtags.

### Beta Institut
Das gemeinnützige beta Institut wurde 1999 in Augsburg von der Betapharm und dem Bunten Kreis e.V. gegründet. Es betreibt zahlreiche Forschungs- und Entwicklungsprojekte und hat sich mittlerweile zu einem der größten sozialmedizinischen Forschungsinstitute in Deutschland entwickelt. Das beta Institut hat vier Tätigkeitsbereiche:
- Entwicklung und Forschung
- Fort- und Weiterbildung
- betaCare Wissenssystem
- Consulting

Inhaltlich gibt es im Institut sieben Projektbereiche:
- betaCare Wissenssystem für Krankheit & Soziales – für Fachkräfte im Gesundheitswesen (insbesondere Ärzte und Apotheker)
- betaCare Schmerz & Palliativ
- Pädiatrie – Nachsorge für Familien mit schwer kranken Kindern nach Modell Bunter Kreis
- mammaNetz – sektorenübergreifende Begleitung von Frauen mit Brustkrebs
- PatientenNetz Schlaganfall – Begleitung von Patienten nach Schlaganfall
- Papilio – pädagogisches Programm im Kindergarten zur frühzeitigen Prävention von Sucht und Gewalt
- Case-Management-Weiterbildung für Fachkräfte im Gesundheitswesen

### Betapharm Stiftung
Die betapharm Stiftung wurde 1998 von betapharm als Stiftung des bürgerlichen Rechts errichtet. Ziel der Stiftung ist es, nachhaltig die Gesundheit von Kindern zu unterstützen und zu fördern.